# Nichia
Nichia Corporation (яп. 日亜化学工業株式会社 Нитиа кагаку ко:гё: кабусикигайся) — японская инженерно-химическая и производственная компания, управляемая из Токусимы, с подразделениями в различных странах. Специализируется на производстве люминофоров, светодиодов (Division 2), лазерных диодов, материалов для литиевых аккумуляторов и хлорида кальция.
Крупнейший производитель светодиодов в мире.
Основные конкуренты Nichia: Seoul Semiconductor, Cree, PhilipsLumileds, Epistar, Osram, Everlight Electronics.

## История
Nichia Corporation была основана в 1956 году Nobuo Ogawa (小 信 信雄, 1912—2002) в Анане (Токусима) для производства сверхчистых химических продуктов — солей кальция. В  1966 году начато производство неорганических люминофоров.
В 1993 году в компании был создан недорогой и эффективный синий светодиод (при участии Сюдзи Накамуры).
В 1996 году Nichia создала светодиод белого цвета (Сюдзи Накамура).
Сейчас компания располагает шестью заводами в Японии; европейские подразделения находятся в Нидерландах, Германии, России (Москва).